# Friederike Vahlbruch
Friederike Vahlbruch (* 1964 in Genf) ist eine deutsche Malerin.

## Leben
Friederike Vahlbruch wurde in Genf geboren, wo ihr Vater einige Jahre als Experimentalphysiker am CERN arbeitete. Die Schule besuchte sie in Aachen und Lippstadt, wo sie 1983 das Abitur ablegte. 1983 begann sie das Studium der Malerei am Institut für Kunsterzieher in Münster bei Horst Gläsker und Jochen Zellmann. 1984 wechselte sie zur Staatlichen Kunstakademie Düsseldorf in die Klasse Rissa, wo sie ihr Studium als Meisterschülerin abschloss. Seit 1991 lebt und arbeitet sie in Köln. Ihr Atelier befindet sich im Atelierhaus Merkenich, an dessen Entstehen sie maßgeblich beteiligt war. Sie ist Mitglied im Künstlersonderbund in Deutschland.

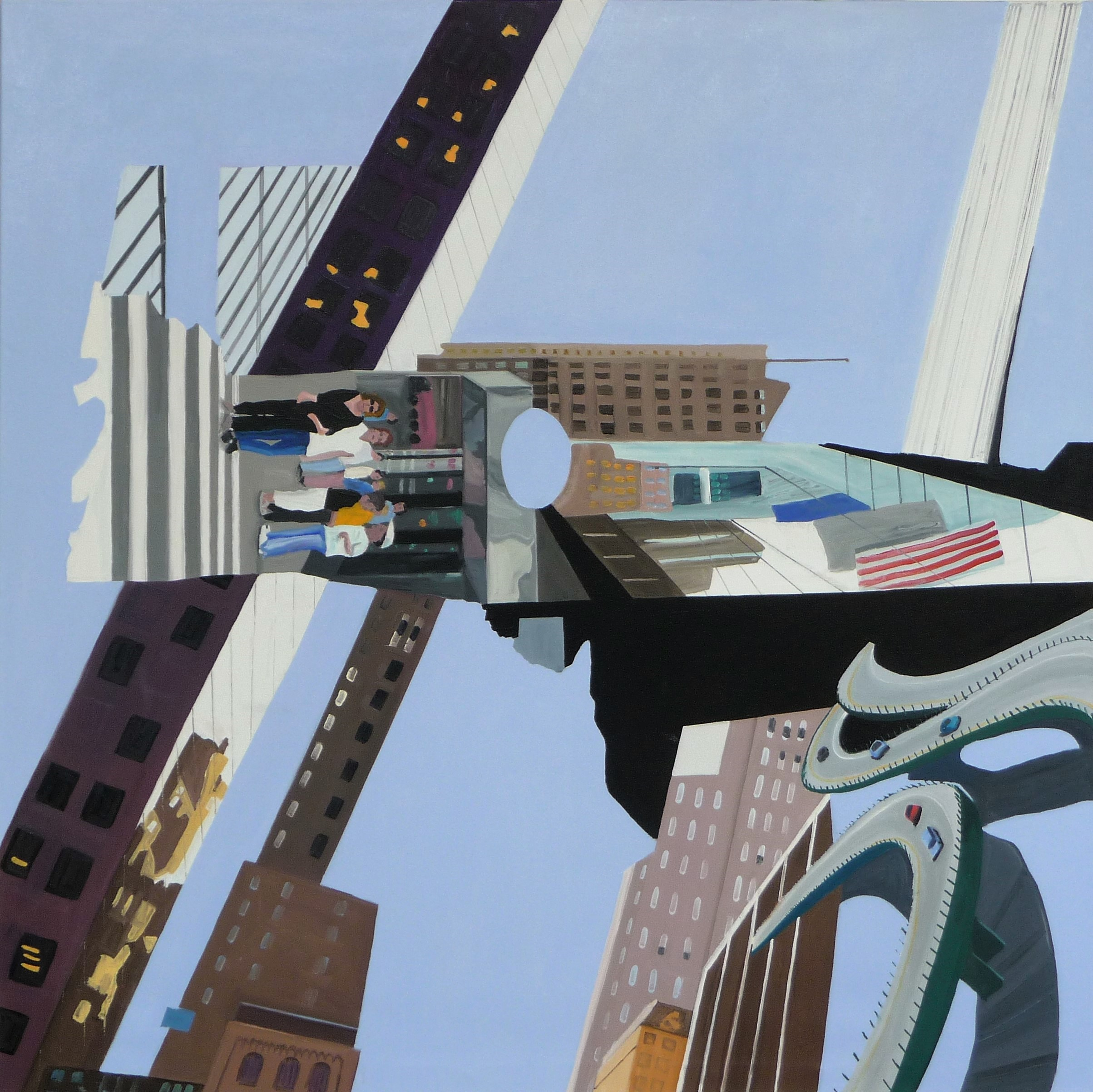
Friederike Vahlbruch: Town, 2019, Öl auf Leinwand, 140 × 140 cm

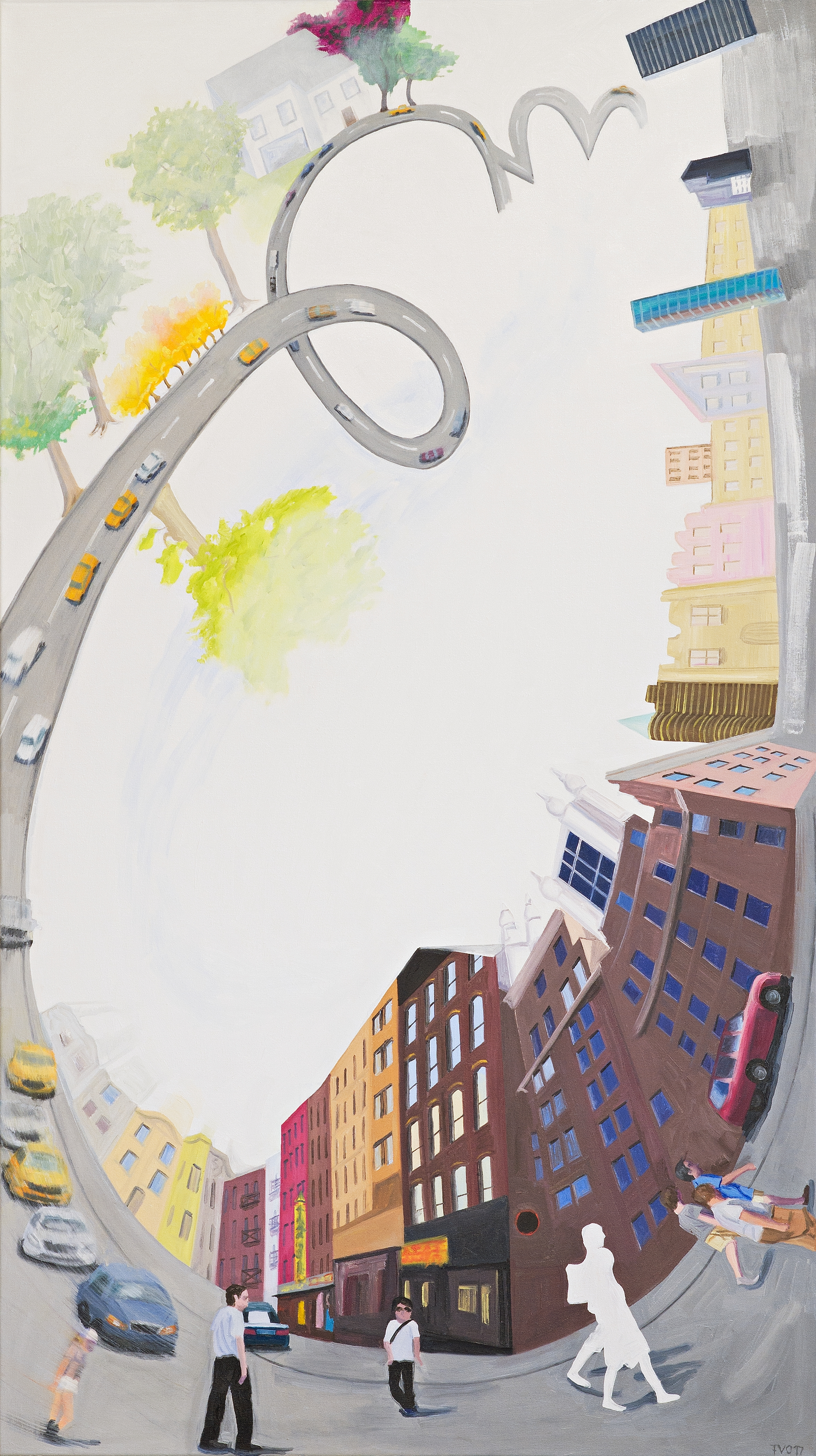
Friederike Vahlbruch: Long Loop, 2017, Öl auf Leinwand, 160 × 90 cm

## Werk
Flämische Ölmalerei, insbesondere der Genter Altar, und die fantasievolle Vielfalt der Renaissance-Fresken in den Vatikanischen Museen weckten schon früh ihr Interesse für die Malerei. Unter dem Einfluss ihrer Professoren begann sie an der Akademie mit der Entwicklung einer eigenen Bildsprache. Nach mehreren Ansätzen, die sie nicht dauerhaft zufrieden stellten, entdeckte sie im Jahr 2008 eine Kompositionstechnik, die seitdem für ihre Arbeiten typisch ist. Indem sie gleichzeitig mehrere Perspektiven verwendet, fügen sich in ihren Bildern gegenständliche Elemente nach kompositorischen Gesichtspunkten zusammen, unabhängig von ihrer Bedeutungsebene, so dass die Sehgewohnheiten der Betrachter unterlaufen werden. Aus vermeintlich bekannten realistischen Elementen entstehen so neue Realitäten.

## Ausstellungen

### Einzelausstellungen (Auswahl)
- 2001: Einerseits – Andererseits, G. Ludwig – Friederike Vahlbruch, Galerie im Rathaus, Lippstadt
- 2002: Wilhelm-Morgner-Haus, Soest
- 2005: Museum Zündorfer Wehrturm, Köln
- 2011: Land  der unbegrenzten Möglichkeiten, Kunstverein Schwetzingen und Kunstverein Worms
- 2011: Ohne Baugenehmigung, Kunstverein Unna
- 2013: Fata Morgana,  Kunstverein zu Frechen
- 2015: Fata Morgana, Galerie Palais Walderdorff, Trier
- 2016: Happy Hour Städtische Galerie im Rathaus, Lippstadt
- 2017: Kunstverein Eisenturm Mainz

### Gruppenausstellungen (Auswahl)
- 2001: Land und Wasser – Wasserlandschaften, Galerie im Rathaus, Lippstadt
- 2004: Drachen, Kunstverein Worms
- 2005: Die Erben Wilhelm Morgners, Wilhelm-Morgner-Haus,Soest
- 2007: Zeit-Raum-Kunst!, Kunstverein Lippstadt
- 2007: Orange, Kunstverein Schwetzingen
- 2009: Zeit für Wunder 8. Kunstpreis Wesseling 2009, Kunstverein Wesseling
- 2010: Animal Art, Kunstverein Worms
- 2012: LP : Akut 2012, Rathausgalerie Lippstadt
- 2013: AKUT 2013 Lippstadt aktuell Teil 1 – juriert, Rathausgalerie Lippstadt
- 2014: Jahresendzeitfigur, Kunstverein Unna
- 2014: Leben-vergehen-werden, Museum Wilhelm-Morgner-Haus, Soest
- 2019: fremd – vertraut, Ausstellung des Künstlersonderbundes, Stuttgart
- 2020: 2020, Künstlersonderbund in Deutschland 1990 – Realismus der Gegenwart, Berlin
- 2022: Im Blick des Anderen, Künstlersonderbund in Deutschland 1990 – Realismus der Gegenwart, Templin
- 2022: Best of, Kunstverein Schwetzingen

## Auszeichnung
- 2005: Simplizissimus Förderpreis des Kunstvereines Kreis Soest